# 台陽寺
台陽寺（だいようじ）は、栃木県宇都宮市新町にある曹洞宗の寺院。山号は西原山。本尊は釈迦牟尼如来。開基は奥平家昌、開山は宝鏡円明禅師（今川義元の末子）。
かつては付近に、長福寺、宗見寺、栄林寺、慈眼寺、地蔵寺、雲幻寺、清鐘寺など8寺があったが、本寺に合併された。それらの寺の過去帳や、江戸初期の古文書を多く保管している。ほか、境内に子安地蔵尊がある。

## 歴史
- 1608年（慶長13年） - 宇都宮藩の初代藩主・奥平太膳大夫家昌を開基とし[1]、下都賀郡富田村大中寺十一世・勅特錫宝鏡円明禅師（宗寅大和尚）を開山として招いて[2]、宇都宮城内の地蔵郷（城内の南の辺か）に建立された[2]。
- 1619年（元和5年）[3] - 古河へ所替えとなった奥平忠昌と入れ替えに城主となった本多正純による城郭拡張と[2]城下町割により、現在地に移転した[4]。以来、小本寺格として、西原長福寺や高徳村高徳寺などの末寺を有した[1]。
- 1644年（寛永21年） - 城主より寺領12石2斗8升1合の黒印を与えられ、代々無年貢地となった[3]。
- 1721年（享保6年） - 本堂を再建した[2]。
- 1945年（昭和20年） - 戦災で炎上した[2]。

その後、本堂を新築して現在に至る。

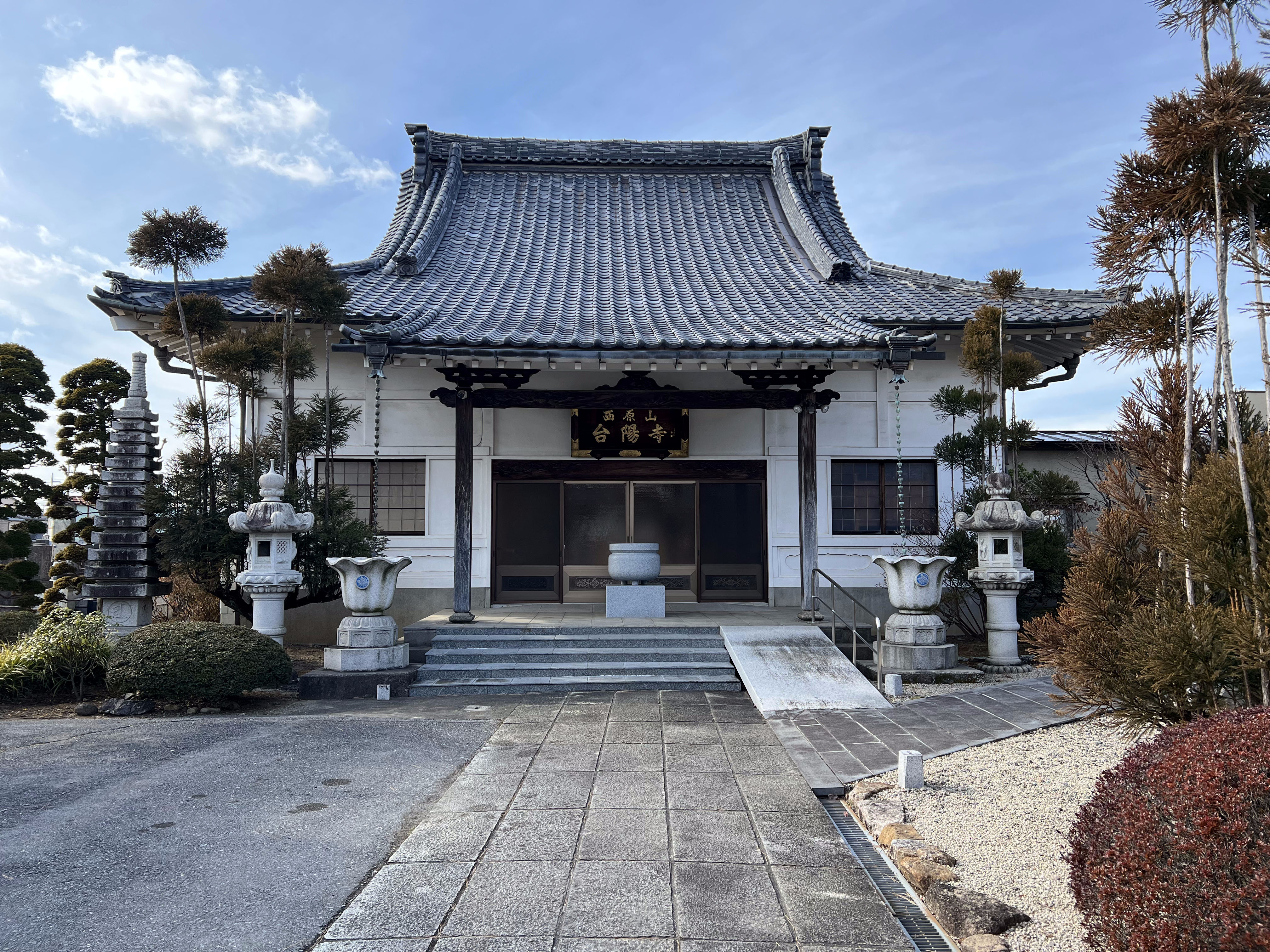
本堂
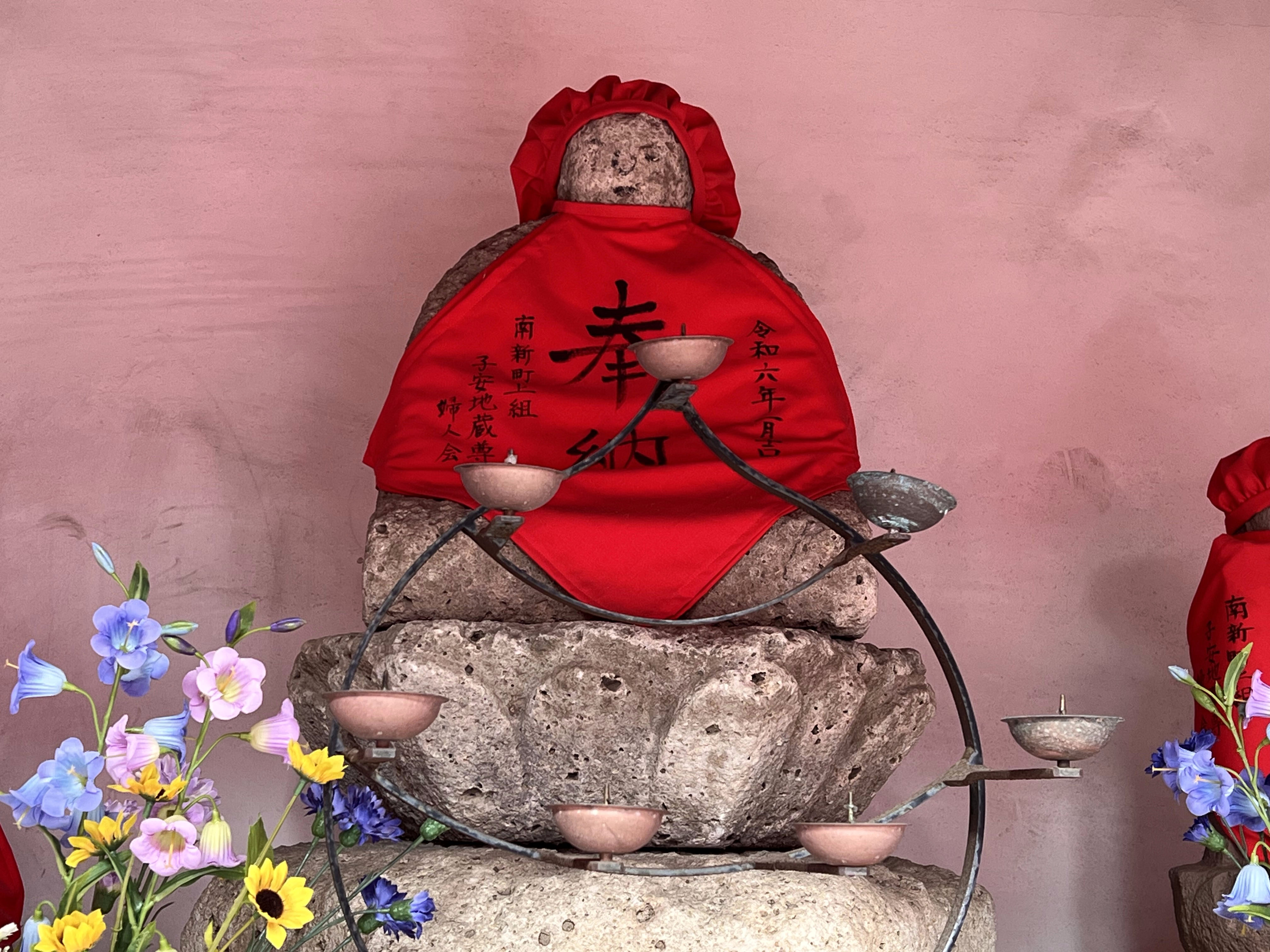
子安地蔵尊

## 墓所
- 長沢粋庵 - 藩の儒官[4]
- 長沢楽浪 - 粋庵の息子で、盲目の漢学者[4]

ほか、奥平家の家臣の墓も多い。江戸時代半ばからの古い墓碑が林立している。

## アクセス
- 東武宇都宮線・南宇都宮駅から徒歩10分